# Molino de Papel de Basilea

El Molino de Papel de Basilea (en alemán Basler Papiermühle), o Museo Suizo del Papel, la Escritura y la Imprenta (en alemán Schweizerisches Museum für Papier, Schrift und Druck), está dedicado principalmente a la fabricación de papel, a la imprenta y a la escritura en general.

## Descripción
El museo está ubicado en Basilea en un edificio medieval fielmente restaurado en el canal St. Alban, un canal comercial que data del siglo XIII, y reconstruido en 1453 para la producción de papel.
En las salas históricas del museo, a través de imágenes y objetos, el visitante puede conocer las antiguas técnicas artesanales de elaboración de papel, de impresión y de encuadernación. Permite el aprendizaje desde el papel hecho a mano hasta el libro terminado a través de talleres prácticos de producción y diferentes actividades de experimentación.
Los visitantes tienen la oportunidad de realizar su propio papel con una tina destinada a ello, y también imprimir con una pequeña prensa de impresión. Existe una sala de escritura para practicar la caligrafía y es posible elaborar papel marmolado.

## Historia
El edificio principal que alberga al actual Museo del Papel era originalmente un molino harinero, propiedad que hasta 1428 perteneció al monasterio Klingental. En 1453 fue convertido por Anton Gallizian en una fábrica de papel. La dinastía de papeleros Gallizian se extinguió en 1521 debido a problemas políticos y religiosos, y la actividad fue asumida y expandida por la familia Thüring (Düring). En 1778, el librero y editor Johann Christoph Imhof-Burckhardt se hizo cargo de la fábrica al comprar el molino: convirtió la antigua casa del canal de dos pisos en un edificio de tres pisos cubierto con una buhardilla. En 1850, la fábrica de tabaco de los hermanos Hugo se mudó al edificio. Desde 1957, ha servido como almacén, hasta la restauración del edificio y el establecimiento del museo en 1980.
En 2011, los edificios fueron ampliamente renovados y el museo ampliado. Las salas de exposiciones ha sido completamente rediseñadas con base en principios museológicos más didácticos.
En la actualidad, el edificio principal del Museo (Molino de Gallizian) incluye talleres históricos y una sala de exposición. El molino adyacente Stegreif alberga una cafetería y la taquilla. Hacia el sur del molino de Gallizian se encuentra el molino de Rych, la tienda y los talleres didácticos del museo.
Este inmueble se encuentra registrado en el Inventario suizo de bienes culturales de importancia nacional y regional.
Hasta la fecha continua con la producción y comercialización de papel, la impresión y la encuadernación.